# Église Saint-Joseph-des-Nations
Pour les articles homonymes, voir Église Saint-Joseph.
L'église Saint-Joseph-des-Nations est un édifice religieux catholique situé au 161 rue Saint-Maur dans le 11e arrondissement de Paris (France).
Elle est bordée par les rues Darboy et Deguerry du nom de deux ecclésiastiques fusillés lors de la « Semaine sanglante » de la Commune de Paris le 24 mai 1871.

## Historique

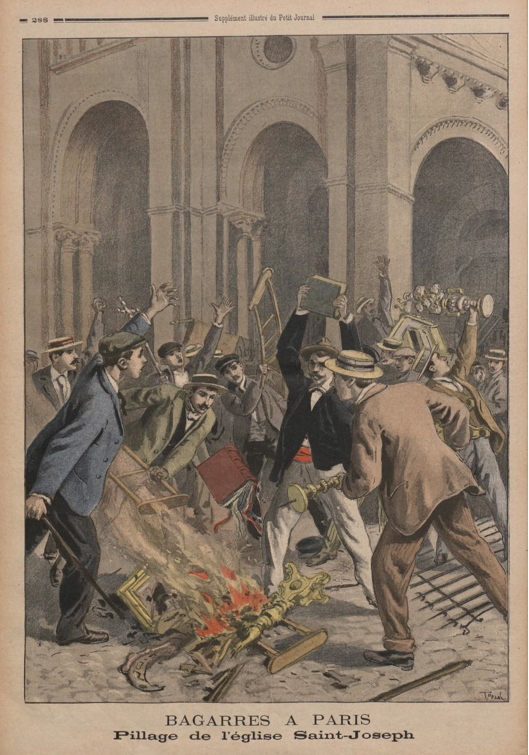
Le Petit Journal illustré.

L'église est construite entre 1867 et 1874 sur les plans de l'architecte Théodore Ballu (1817-1885), connu pour sa reconstruction de l’Hôtel de ville de Paris et pour la réalisation de nombreux autres lieux cultuels : Sainte-Trinité, beffroi de Saint-Germain-l’Auxerrois, temple protestant du Saint-Esprit, Saint-Ambroise, restauration de la tour Saint-Jacques.
L’église Saint-Joseph est saccagée le 20 août 1899 par des anarchistes au cours de l'émeute de fort Chabrol.
Au cours de l'année 1990, des demandeurs d'asile déboutés y effectuent une grève de la faim. Cette action est alors soutenue par différentes associations dont le Gisti.

## Description
Le style architectural de cette église fait principalement référence à l'art roman du XIIe siècle, avec certains emprunts à des motifs de la Renaissance. Le bâtiment est en pierres de taille et moellons piqués.
De plan basilical avec transept, l'église comprend une nef principale flanquée de deux autres latérales et elle possède, au lieu des deux tours habituelles, une grande flèche de 60 mètres qui couronne l'entrée en forme de porche de trois travées.
Les vitraux sont l'œuvre d'Eugène Oudinot et ont été réalisés en 1868. Ceux décorant la partie supérieure de l'abside représentent saint Pierre, le Christ et saint Paul.

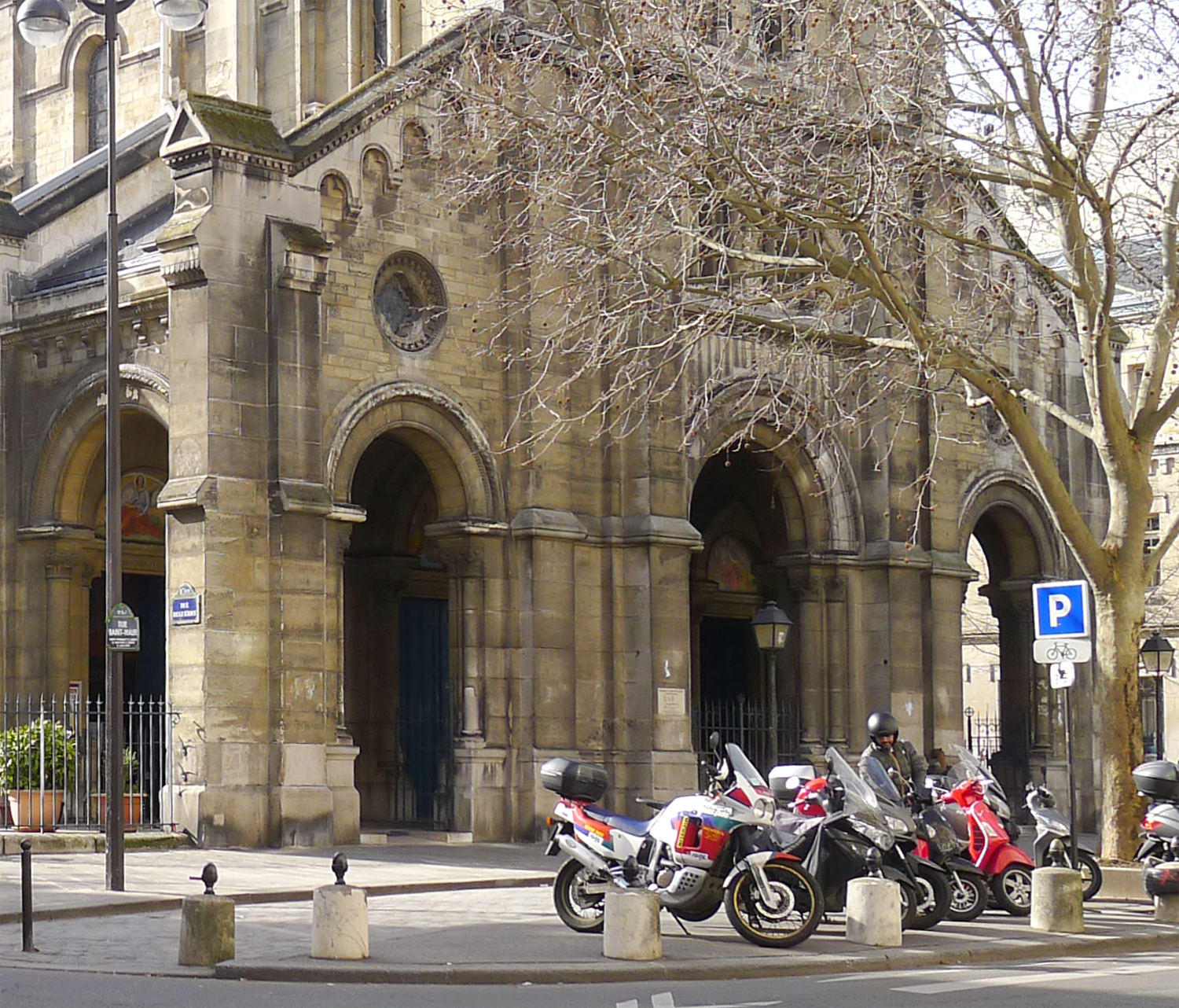
Porche de l’église.
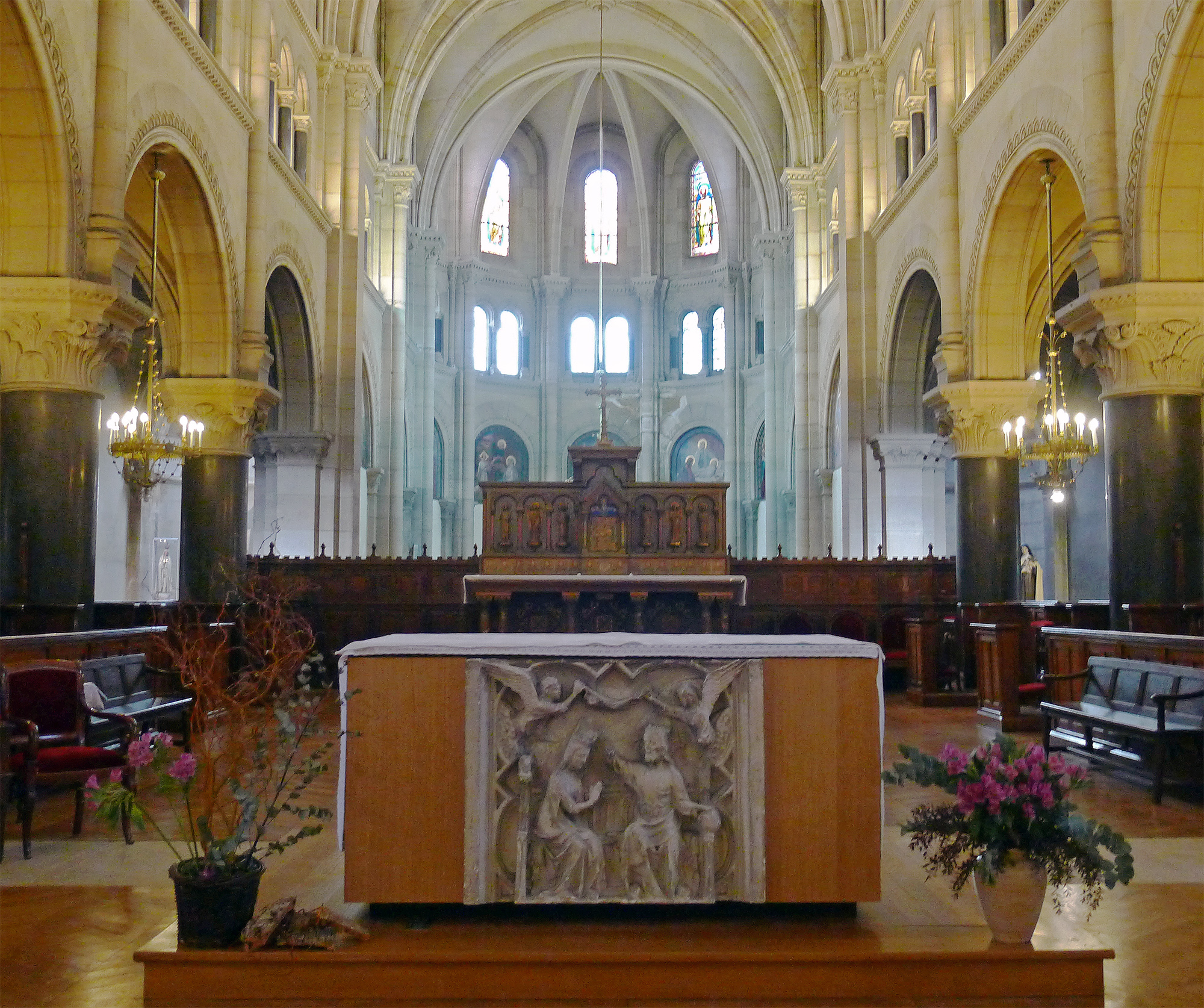
Chœur et nef centrale.
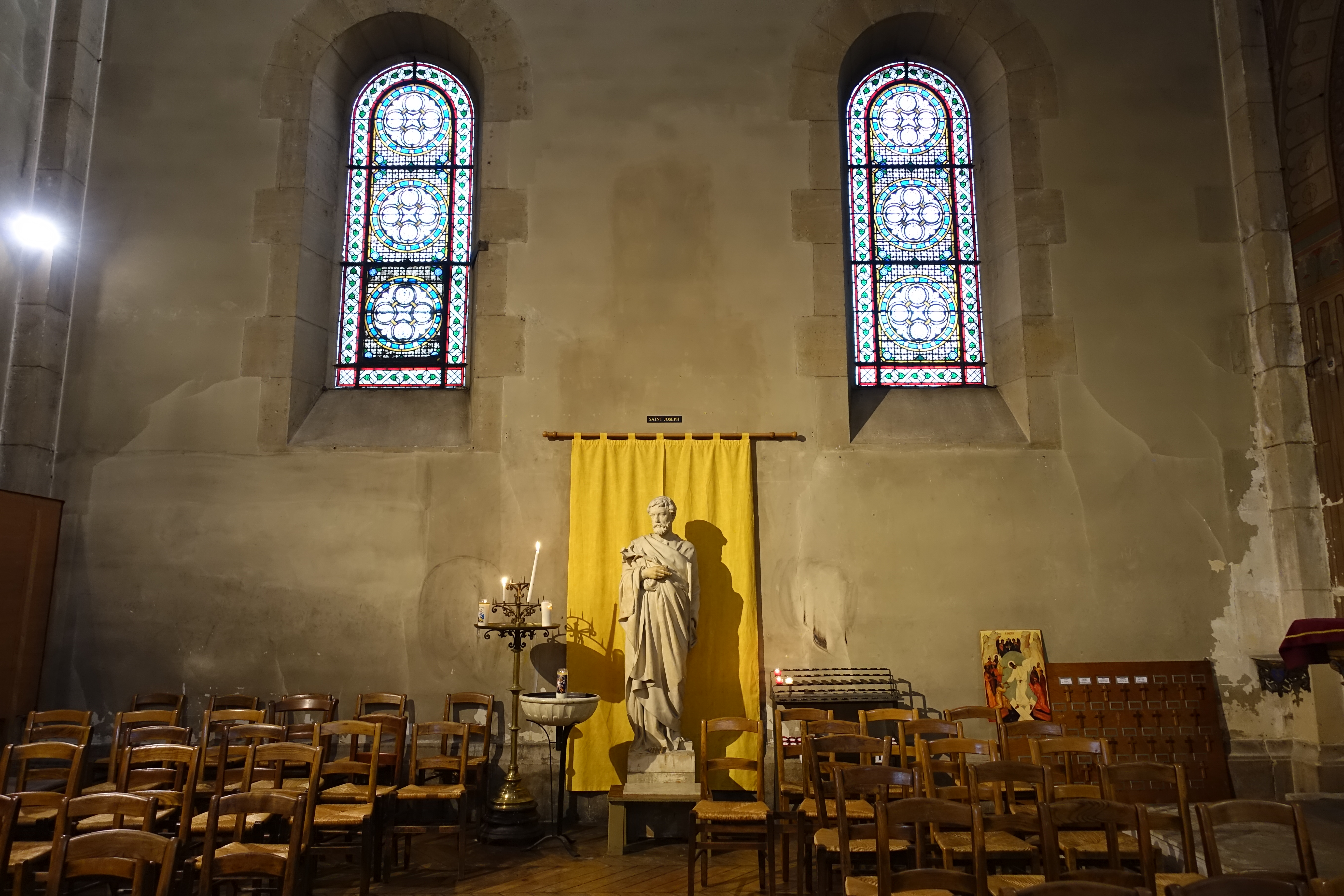
Statue de saint Joseph au transept droit.
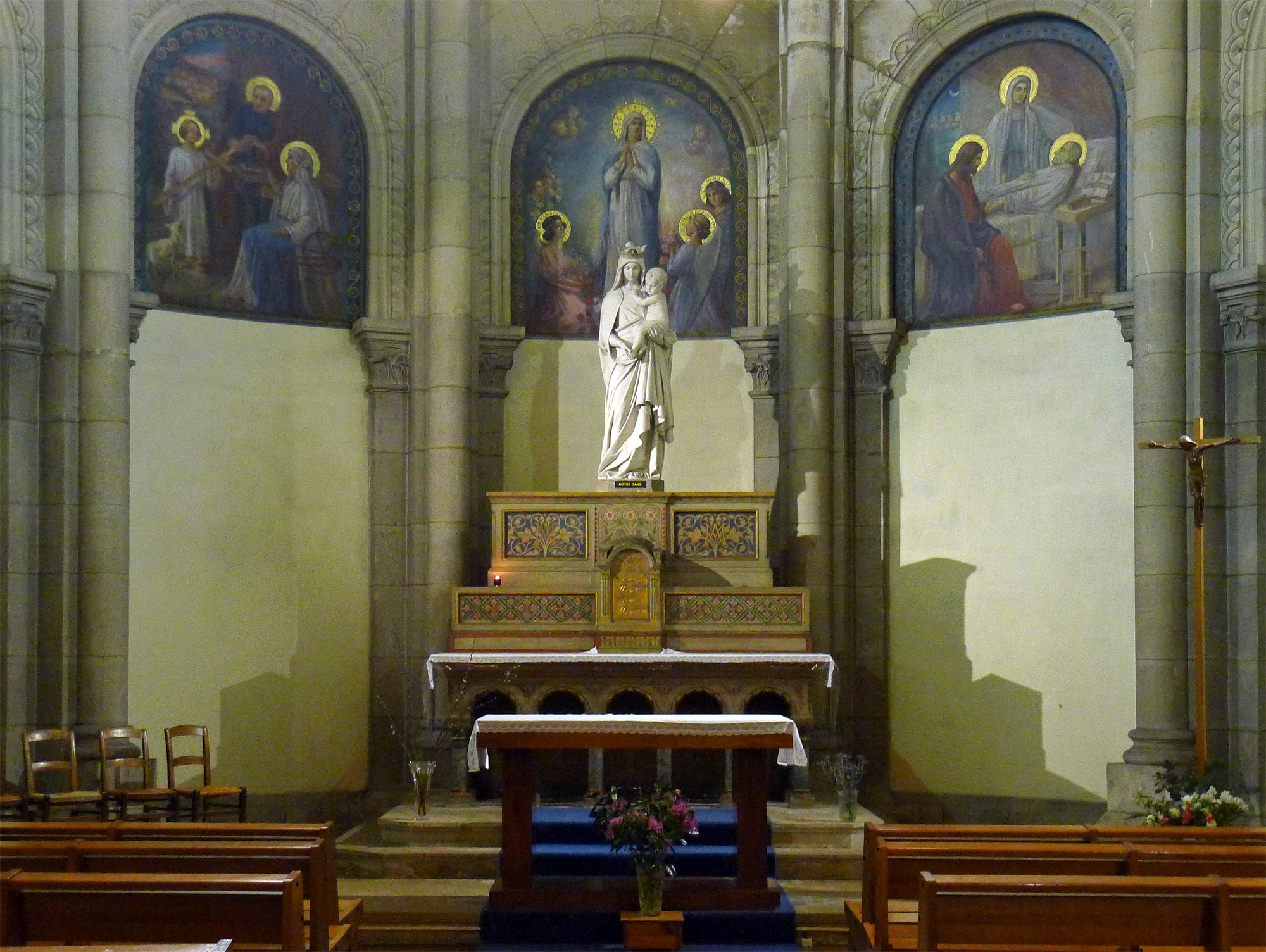
Chapelle absidiale de la Vierge.

## Orgue
L'orgue de tribune est construit par les facteurs Stoltz & Frères, Édouard et Eugène, en 1874, modifié par Edmond Costa puis Georges Danion en 1963, électrifié en 1967 et remanié à plusieurs reprises par Bernard Dargassies depuis les années 1980. À l'origine cet orgue comprenait 32 jeux répartis sur trois claviers manuels et un pédalier de 30 notes.

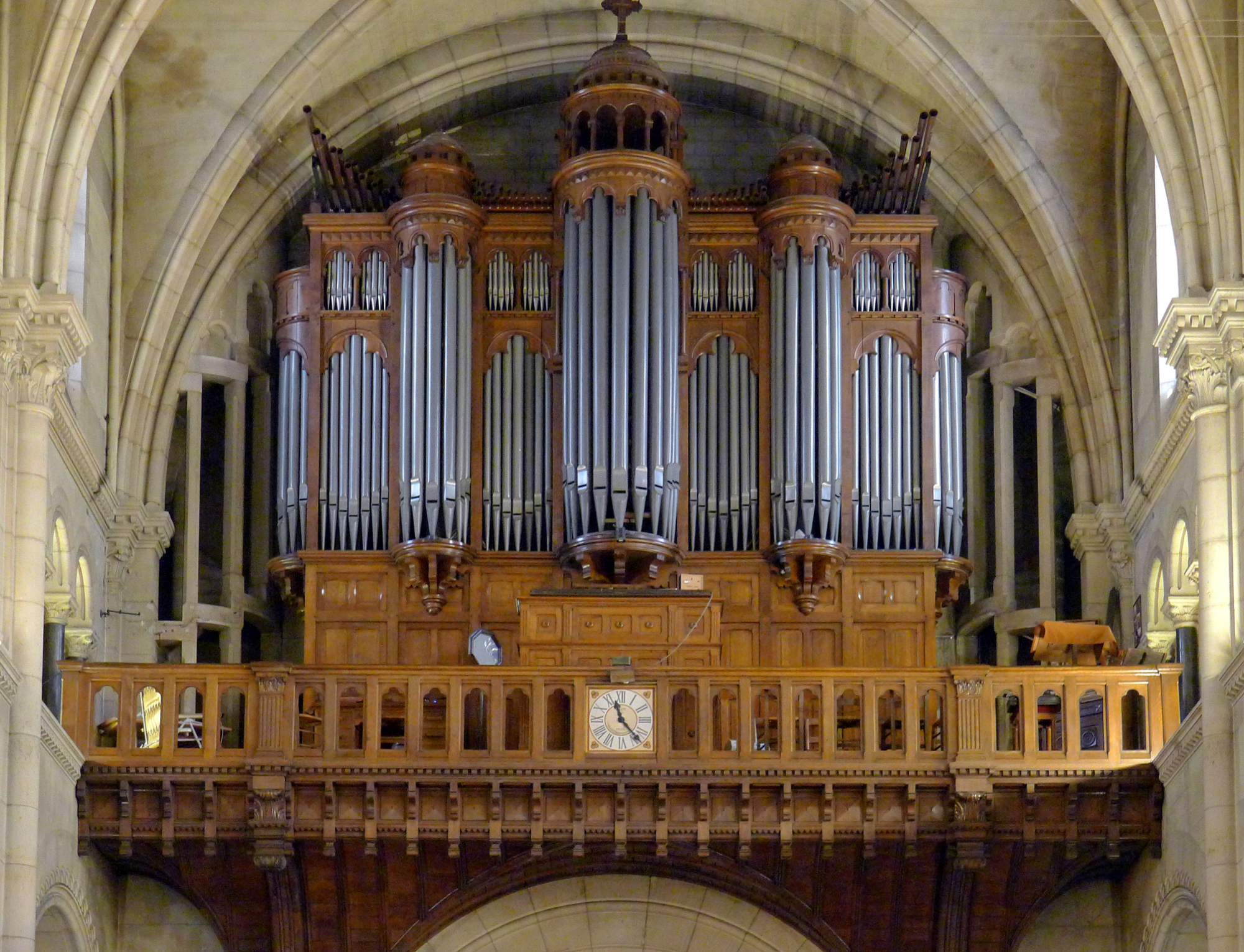
Vue détaillée.
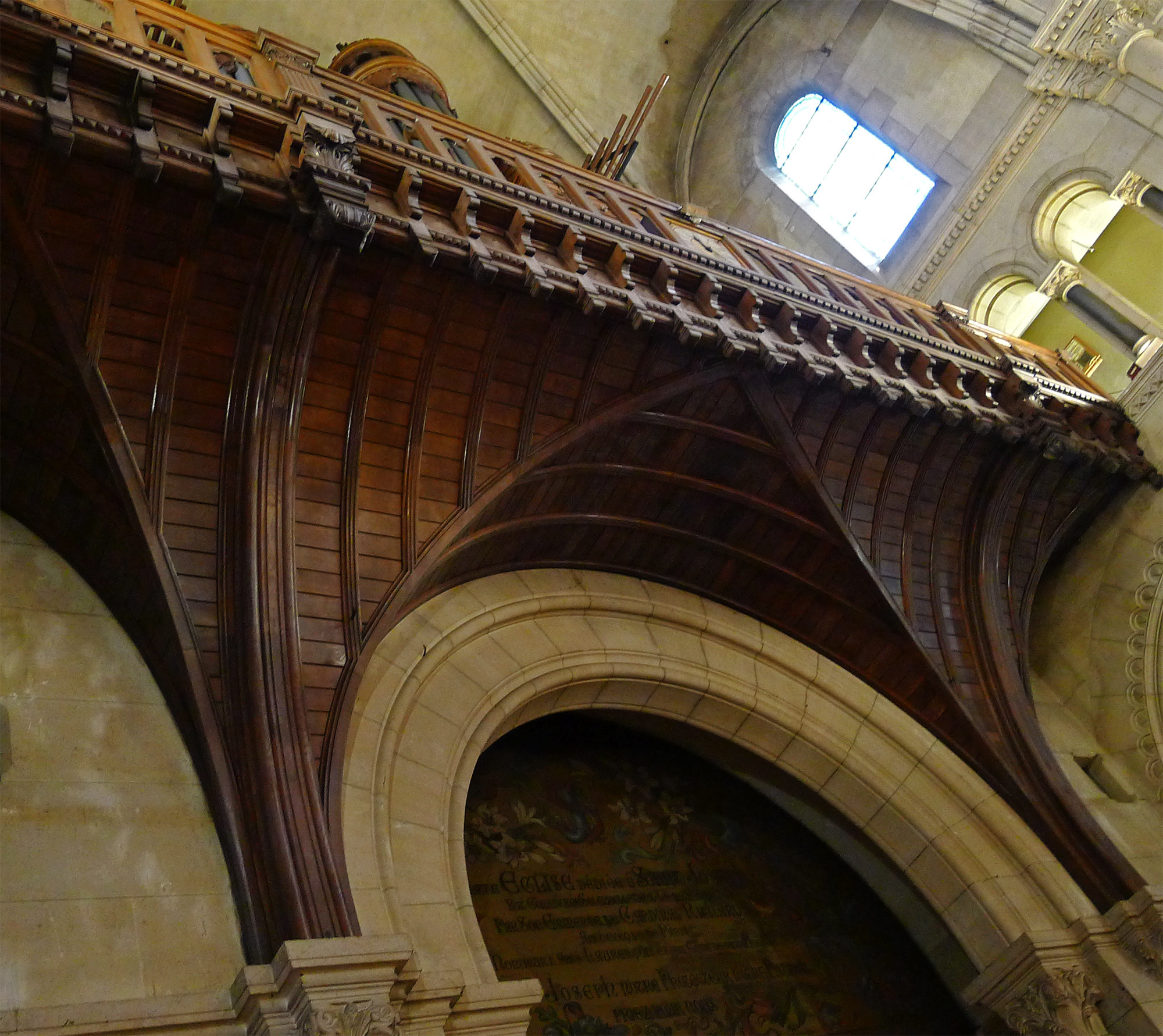
Détail du buffet.

## Rénovation 2019-2021

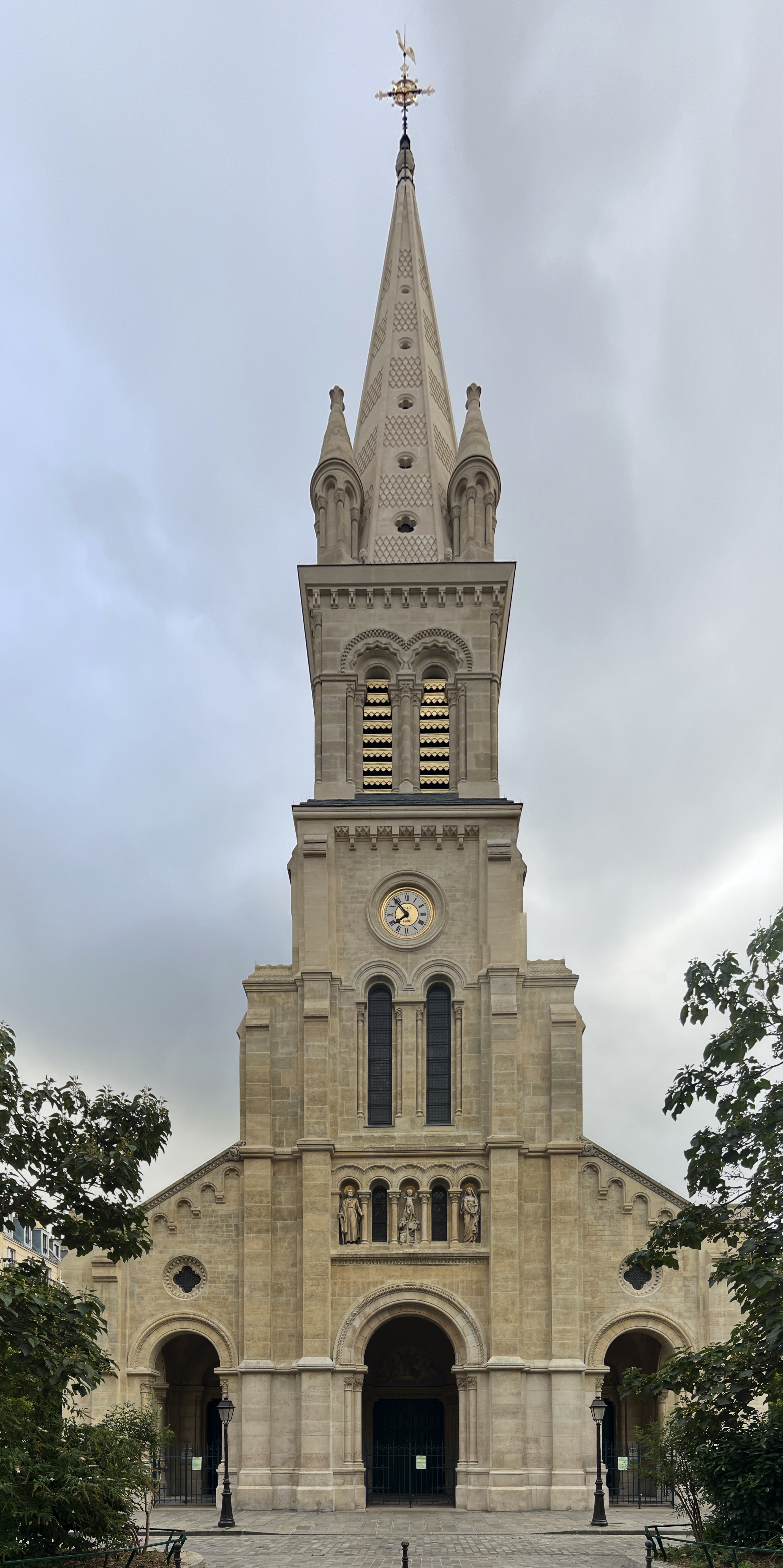
Le clocher rénové.

Un chantier de restauration a lieu de janvier 2019 à juillet 2021 et concerne la rénovation du beffroi. La flèche (pyramide qui coiffe le clocher), déjà reconstruite en 1923, est entièrement déposée pierre par pierre. Les blocs étaient joints entre eux par des agrafes en fer qui, en rouillant au fil des ans, ont pris du volume et fait éclater la pierre. La nouvelle flèche est érigée en hissant 183 tonnes de pierre nouvelle, taillée à Saint-Leu-d'Esserent (Oise). Pour que la réparation soit durable, aucun métal n'a été utilisé pour armer la pierre dans sa masse. Un simple corset de cerclages en inox a été fixé sur la face intérieure de la flèche, sans contact physique continu.
Le mécanisme des cloches est révisé, les cadrans de ses horloges sont restaurés.
En janvier 2021, l’église récupère son coq en cuivre doré à la feuille d'or et sa croix en fer forgé de 350 kg, culminant au sommet du clocher, à 50 mètres de hauteur. Ils avaient été retirés du clocher en 2010 pour des raisons de sécurité.

### Articles liés
- Quartier de la Folie-Méricourt
- Cœurs vaillants-Âmes vaillantes
- Liste des édifices religieux de Paris
- Archidiocèse de Paris